# Bayron Garcés
Jhord Bayron Garcés Moreno, meglio noto come Bayron Garcés (Pradera, 30 maggio 1993), è un calciatore colombiano, attaccante dell'Envigado.

## Palmarès
- Categoría Primera B : 1

Jaguares: 2014
- Copa Colombia: 1

Deportivo Cali: 2010